# Tecnológico Nacional de México
El Tecnológico Nacional de México (TecNM), antiguamente llamado Dirección General de Educación Superior Tecnológica de México o Sistema Nacional de Institutos Tecnológicos de México es un sistema educativo de educación superior pública  que engloba un conjunto de Institutos Tecnológicos o Campus presentes en toda la República Mexicana.

## Historia
Los primeros institutos tecnológicos de México se crearon en 1948, siendo los de Durango y Chihuahua, luego en 1950 se funda el tecnológico de Ciudad Madero y en 1951 el de Saltillo. En 2014 se decretó la conformación del Tecnológico Nacional de México, integrado por 254 instituciones dispuestas en las 32 entidades federativas del país.

## Institutos Comprendidos

### Institutos Tecnológicos Industriales, Forestales y Agropecuarios
| Instituto                                              | Estado              | Ciudad                     | Fundación | Tipo         |
| ------------------------------------------------------ | ------------------- | -------------------------- | --------- | ------------ |
| Instituto Tecnológico de Acapulco                      | Guerrero            | Acapulco                   | 1975      | Industrial   |
| Instituto Tecnológico Superior de San Miguel el Grande | Oaxaca              | San Miguel el Grande       | 2004      | Forestal     |
| Instituto Tecnológico de Agua Prieta                   | Sonora              | Agua Prieta                | 1987      | Industrial   |
| Instituto Tecnológico de Aguascalientes                | Aguascalientes      | Aguascalientes             | 1967      | Industrial   |
| Instituto Tecnológico de Altamira                      | Tamaulipas          | Altamira                   | 1975      | Agropecuaria |
| Instituto Tecnológico del Altiplano de Tlaxcala        | Tlaxcala            | Ixtacuixtla                | 1982      | Agropecuaria |
| Instituto Tecnológico de Álvaro Obregón                | Ciudad de México    | Álvaro Obregón             | 2010      | Industrial   |
| Instituto Tecnológico de Apizaco                       | Tlaxcala            | Apizaco                    | 1975      | Industrial   |
| Instituto Tecnológico de Atitalaquia                   | Hidalgo             | Atitalaquia                | 2010      | Industrial   |
| Instituto Tecnológico de Bahía de Banderas             | Nayarit             | Bahía de Banderas          | 1993      | Marina       |
| Instituto Tecnológico de Boca del Río                  | Veracruz            | Boca del Río               | 1957      | Marina       |
| Instituto Tecnológico de Campeche                      | Campeche            | Campeche                   | 1976      | Industrial   |
| Instituto Tecnológico de Cancún                        | Quintana Roo        | Cancún                     | 1986      | Industrial   |
| Instituto Tecnológico de Celaya                        | Guanajuato          | Celaya                     | 1958      | Industrial   |
| Instituto Tecnológico de Cerro Azul                    | Veracruz            | Cerro Azul                 | 1982      | Industrial   |
| Instituto Tecnológico de Chetumal                      | Quintana Roo        | Chetumal                   | 1975      | Industrial   |
| Instituto Tecnológico de Chihuahua                     | Chihuahua           | Chihuahua                  | 1948      | Industrial   |
| Instituto Tecnológico de Chihuahua II                  | Chihuahua           | Chihuahua                  | 1987      | Industrial   |
| Instituto Tecnológico de Chilpancingo                  | Guerrero            | Chilpancingo               | 1985      | Industrial   |
| Instituto Tecnológico de Chiná                         | Campeche            | Campeche                   | 1975      | Agropecuaria |
| Instituto Tecnológico de Ciudad Altamirano             | Guerrero            | Ciudad Altamirano          | 1982      | Agropecuaria |
| Instituto Tecnológico de Ciudad Cuauhtémoc             | Chihuahua           | Cuauhtémoc                 | 1991      | Industrial   |
| Instituto Tecnológico de Ciudad Guzmán                 | Jalisco             | Ciudad Guzmán              | 1972      | Industrial   |
| Instituto Tecnológico de Ciudad Jiménez                | Chihuahua           | Jiménez                    | 1994      | Industrial   |
| Instituto Tecnológico de Ciudad Juárez                 | Chihuahua           | Ciudad Juárez              | 1964      | Industrial   |
| Instituto Tecnológico de Ciudad Madero                 | Tamaulipas          | Ciudad Madero              | 1950      | Industrial   |
| Instituto Tecnológico de Ciudad Valles                 | San Luis Potosí     | Ciudad Valles              | 1980      | Industrial   |
| Instituto Tecnológico de Ciudad Victoria               | Tamaulipas          | Ciudad Victoria            | 1975      | Industrial   |
| Instituto Tecnológico de Colima                        | Colima              | Colima                     | 1976      | Industrial   |
| Instituto Tecnológico de Comitán                       | Chiapas             | Comitán                    | 1984      | Industrial   |
| Instituto Tecnológico de Comitancillo                  | Oaxaca              | San Pedro Comitancillo     | 1975      | Industrial   |
| Instituto Tecnológico de Conkal                        | Yucatán             | Conkal                     | 1974      | Agropecuaria |
| Instituto Tecnológico de Costa Grande                  | Guerrero            | Zihuatanejo                | 1988      | Industrial   |
| Instituto Tecnológico de Cuautla                       | Morelos             | Cuautla                    | 1991      | Industrial   |
| Instituto Tecnológico de Culiacán                      | Sinaloa             | Culiacán                   | 1968      | Industrial   |
| Instituto Tecnológico de Delicias                      | Chihuahua           | Delicias                   | 1986      | Industrial   |
| Instituto Tecnológico de Durango                       | Durango             | Durango                    | 1948      | Industrial   |
| Instituto Tecnológico de El Llano Aguascalientes       | Aguascalientes      | Real de Asientos           | 1978      | Agropecuaria |
| Instituto Tecnológico de El Salto                      | Durango             | El Salto                   | 1976      | Forestal     |
| Instituto Tecnológico de Ensenada                      | Baja California     | Ensenada                   | 1997      | Industrial   |
| Instituto Tecnológico de Frontera Comalapa             | Chiapas             | Frontera Comalapa          | 2012      | Industrial   |
| Instituto Tecnológico de Guaymas                       | Sonora              | Guaymas                    | 1984      | Marina       |
| Instituto Tecnológico de Gustavo A. Madero             | Ciudad de México    | Gustavo A. Madero          | 2009      | Industrial   |
| Instituto Tecnológico de Gustavo A. Madero II          | Ciudad de México    | Gustavo A. Madero          | 2010      | Industrial   |
| Instituto Tecnológico de Hermosillo                    | Sonora              | Hermosillo                 | 1975      | Industrial   |
| Instituto Tecnológico de Huatabampo                    | Sonora              | Huatabampo                 | 1985      | Industrial   |
| Instituto Tecnológico de Huejutla                      | Hidalgo             | Huejutla                   | 1975      | Agropecuaria |
| Instituto Tecnológico de Huimanguillo                  | Tabasco             | Huimanguillo               | 2010      | Industrial   |
| Instituto Tecnológico de Iguala                        | Guerrero            | Iguala                     | 1990      | Industrial   |
| Instituto Tecnológico de Istmo                         | Oaxaca              | Juchitán                   | 1969      | Industrial   |
| Instituto Tecnológico de Iztapalapa                    | Ciudad de México    | Iztapalapa                 | 2008      | Industrial   |
| Instituto Tecnológico de Iztapalapa II                 | Ciudad de México    | Iztapalapa                 | 2009      | Industrial   |
| Instituto Tecnológico de Iztapalapa III                | Ciudad de México    | Iztapalapa                 | 2009      | Industrial   |
| Instituto Tecnológico de Jiquilpan                     | Michoacán           | Jiquilpan                  | 1976      | Industrial   |
| Instituto Tecnológico de La Chontalpa                  | Tabasco             | Nacajuca                   | 2010      | Industrial   |
| Instituto Tecnológico de La Cuenca del Papaloapan      | Oaxaca              | San Juan Bautista Tuxtepec | 1973      | Agropecuaria |
| Instituto Tecnológico de La Laguna                     | Coahuila            | Torreón                    | 1965      | Industrial   |
| Instituto Tecnológico de La Paz                        | Baja California Sur | La Paz                     | 1973      | Industrial   |
| Instituto Tecnológico de La Piedad                     | Michoacán           | La Piedad                  | 1990      | Industrial   |
| Instituto Tecnológico de La Región Mixe                | Oaxaca              | Santa María Tlahuitoltepec | 2000      | Industrial   |
| Instituto Tecnológico de la Zona Maya                  | Quintana Roo        | Chetumal                   | 1976      | Agropecuaria |
| Instituto Tecnológico de la Zona Olmeca                | Tabasco             | Villahermosa               | 1982      | Agropecuaria |
| Instituto Tecnológico de Lázaro Cárdenas               | Michoacán           | Lázaro Cárdenas            | 1987      | Industrial   |
| Instituto Tecnológico de León                          | Guanajuato          | León                       | 1972      | Industrial   |
| Instituto Tecnológico de Lerma                         | Campeche            | Lerma                      | 1988      | Marina       |
| Instituto Tecnológico de Linares                       | Nuevo León          | Linares                    | 1977      | Industrial   |
| Instituto Tecnológico de Los Mochis                    | Sinaloa             | Los Mochis                 | 1976      | Industrial   |
| Instituto Tecnológico de Matamoros                     | Tamaulipas          | Matamoros                  | 1972      | Industrial   |
| Instituto Tecnológico de Matehuala                     | San Luis Potosí     | Matehuala                  | 1991      | Industrial   |
| Instituto Tecnológico de Mazatlán                      | Sinaloa             | Mazatlán                   | 1982      | Marina       |
| Instituto Tecnológico de Mérida                        | Yucatán             | Mérida                     | 1962      | Industrial   |
| Instituto Tecnológico de Mexicali                      | Baja California     | Mexicali                   | 1981      | Industrial   |
| Instituto Tecnológico de Milpa Alta                    | Ciudad de México    | Milpa Alta                 | 2003      | Industrial   |
| Instituto Tecnológico de Milpa Alta II                 | Ciudad de México    | Milpa Alta                 | 2010      | Industrial   |
| Instituto Tecnológico de Minatitlán                    | Veracruz            | Minatitlán                 | 1972      | Industrial   |
| Instituto Tecnológico de Morelia                       | Michoacán           | Morelia                    | 1964      | Industrial   |
| Instituto Tecnológico de Nogales                       | Sonora              | Nogales                    | 1975      | Industrial   |
| Instituto Tecnológico de Norte de Nayarit              | Nayarit             | Ruiz                       | 2010      | Industrial   |
| Instituto Tecnológico de Nuevo Laredo                  | Tamaulipas          | Nuevo Laredo               | 1963      | Industrial   |
| Instituto Tecnológico de Nuevo León                    | Nuevo León          | Guadalupe                  | 1976      | Industrial   |
| Instituto Tecnológico de Oaxaca                        | Oaxaca              | Oaxaca                     | 1968      | Industrial   |
| Instituto Tecnológico de Ocotlán                       | Jalisco             | Ocotlán                    | 1991      | Industrial   |
| Instituto Tecnológico de Orizaba                       | Veracruz            | Orizaba                    | 1957      | Industrial   |
| Instituto Tecnológico de Pabellón de Arteaga           | Aguascalientes      | Pabellón de Arteaga        | 2008      | Industrial   |
| Instituto Tecnológico de Pachuca                       | Hidalgo             | Pachuca                    | 1971      | Industrial   |
| Instituto Tecnológico de Parral                        | Chihuahua           | Hidalgo del Parral         | 1975      | Industrial   |
| Instituto Tecnológico de Piedras Negras                | Coahuila            | Piedras Negras             | 1976      | Industrial   |
| Instituto Tecnológico de Pinotepa                      | Oaxaca              | Pinotepa Nacional          | 1992      | Industrial   |
| Instituto Tecnológico de Pochutla                      | Oaxaca              | San Pedro Pochutla         | 2010      | Industrial   |
| Instituto Tecnológico de Puebla                        | Puebla              | Puebla de Zaragoza         | 1972      | Industrial   |
| Instituto Tecnológico de Querétaro                     | Querétaro           | Querétaro                  | 1967      | Industrial   |
| Instituto Tecnológico de Reynosa                       | Tamaulipas          | Reynosa                    | 1988      | Industrial   |
| Instituto Tecnológico de Roque                         | Guanajuato          | Celaya                     | 1988      | Agropecuaria |
| Instituto Tecnológico de Salina Cruz                   | Oaxaca              | Salina Cruz                | 1993      | Marina       |
| Instituto Tecnológico de Saltillo                      | Coahuila            | Saltillo                   | 1951      | Industrial   |
| Instituto Tecnológico de San Juan del Río              | Querétaro           | San Juan del Río           | 1988      | Industrial   |
| Instituto Tecnológico de San Luis Potosí               | San Luis Potosí     | San Luis Potosí            | 1970      | Industrial   |
| Instituto Tecnológico de San Marcos                    | Guerrero            | San Marcos                 | 2004      | Industrial   |
| Instituto Tecnológico de Sinaloa de Leyva              | Sinaloa             | Sinaloa                    | 2011      | Industrial   |
| Instituto Tecnológico de Sur de Nayarit                | Nayarit             | Jala                       | 2009      | Industrial   |
| Instituto Tecnológico de Tapachula                     | Chiapas             | Tapachula                  | 1983      | Industrial   |
| Instituto Tecnológico de Tecomatlán                    | Puebla              | Tecomatlán                 | 1984      | Agropecuaria |
| Instituto Tecnológico de Tehuacán                      | Puebla              | Tehuacán                   | 1975      | Industrial   |
| Instituto Tecnológico de Tepic                         | Nayarit             | Tepic                      | 1975      | Industrial   |
| Instituto Tecnológico de Tijuana                       | Baja California     | Tijuana                    | 1971      | Industrial   |
| Instituto Tecnológico de Tizimín                       | Yucatán             | Tizimín                    | 1976      | Agropecuaria |
| Instituto Tecnológico de Tláhuac                       | Ciudad de México    | Tláhuac                    | 2008      | Industrial   |
| Instituto Tecnológico de Tláhuac II                    | Ciudad de México    | Tláhuac                    | 2009      | Industrial   |
| Instituto Tecnológico de Tláhuac III                   | Ciudad de México    | Tláhuac                    | 2010      | Industrial   |
| Instituto Tecnológico de Tlajomulco                    | Jalisco             | Tlajomulco                 | 1982      | Agropecuaria |
| Instituto Tecnológico de Tlalnepantla                  | Estado de México    | Tlalnepantla               | 1972      | Industrial   |
| Instituto Tecnológico de Tlalpan                       | Ciudad de México    | Tlalpan                    | 2010      | Industrial   |
| Instituto Tecnológico de Tlaxiaco                      | Oaxaca              | Tlaxiaco                   | 1991      | Industrial   |
| Instituto Tecnológico de Toluca                        | Estado de México    | Toluca                     | 1972      | Industrial   |
| Instituto Tecnológico de Torreón                       | Coahuila            | Torreón                    | 1976      | Agropecuaria |
| Instituto Tecnológico de Tuxtepec                      | Oaxaca              | Tuxtepec                   | 1975      | Industrial   |
| Instituto Tecnológico de Tuxtla Gutiérrez              | Chiapas             | Tuxtla Gutiérrez           | 1972      | Industrial   |
| Instituto Tecnológico de Úrsulo Galván                 | Veracruz            | Úrsulo Galván              | 1976      | Agropecuaria |
| Instituto Tecnológico de Valle de Etla                 | Oaxaca              | Santiago Suchilquitongo    | 2000      | Industrial   |
| Instituto Tecnológico de Valle de Morelia              | Michoacán           | Morelia                    | 1975      | Agropecuaria |
| Instituto Tecnológico de Valle de Oaxaca               | Oaxaca              | Santa Cruz Xoxocotlán      | 1981      | Agropecuaria |
| Instituto Tecnológico de Valle del Guadiana            | Durango             | Durango                    | 1962      | Agropecuaria |
| Instituto Tecnológico de Valle del Yaqui               | Sonora              | Bácum                      | 1977      | Agropecuaria |
| Instituto Tecnológico de Veracruz                      | Veracruz            | Veracruz                   | 1957      | Industrial   |
| Instituto Tecnológico de Villahermosa                  | Tabasco             | Villahermosa               | 1974      | Industrial   |
| Instituto Tecnológico de Zacatecas                     | Zacatecas           | Zacatecas                  | 1976      | Industrial   |
| Instituto Tecnológico de Zacatepec                     | Morelos             | Zacatepec                  | 1961      | Industrial   |
| Instituto Tecnológico de Zitácuaro                     | Michoacán           | Zitácuaro                  | 1991      | Industrial   |

### Institutos Tecnológicos Descentralizados
A diferencia de los federales, los IT descentralizados son establecidos por iniciativa de los gobiernos de los estados, su financiamiento es abastecido por fondos federales, estatales e incluso municipales.
- Instituto Tecnológico Superior de Abasolo, Guanajuato
- Instituto Tecnológico Superior de Acatlán de Osorio, Puebla
- Instituto Tecnológico Superior de Acayucan, Veracruz
- Instituto Tecnológico Superior de Álamo Temapache, Veracruz
- Instituto Tecnológico Superior de Alvarado, Veracruz
- Instituto Tecnológico Superior de Apatzingán, Michoacán
- Instituto Tecnológico Superior de Arandas, Jalisco
- Instituto Tecnológico Superior de Atlixco, Puebla
- Instituto Tecnológico Superior de Cajeme, Sonora
- Instituto Tecnológico Superior de Calkiní, Campeche
- Instituto Tecnológico Superior de Cananea, Sonora
- Instituto Tecnológico Superior de Centla, Tabasco
- Instituto Tecnológico Superior de Champotón, Campeche
- Instituto Tecnológico Superior de Chapala, Jalisco
- Instituto Tecnológico Superior de Chicontepec, Veracruz
- Instituto Tecnológico Superior de Cintalapa, Chiapas
- Instituto Tecnológico Superior de Ciudad Acuña, Coahuila
- Instituto Tecnológico Superior de Ciudad Constitución, Baja California Sur
- Instituto Tecnológico Superior de Ciudad Hidalgo, Michoacán
- Instituto Tecnológico Superior de Ciudad Serdán, Puebla
- Instituto Tecnológico Superior de Coalcomán, Michoacán
- Instituto Tecnológico Superior de Coatzacoalcos, Veracruz
- Instituto Tecnológico Superior de Cocula, Guerrero
- Instituto Tecnológico Superior de Comalcalco, Tabasco
- Instituto Tecnológico Superior de Cosamaloapan, Veracruz
- Instituto Tecnológico Superior de Ébano, San Luis Potosí
- Instituto Tecnológico Superior de El Grullo, Jalisco
- Instituto Tecnológico Superior de El Dorado, Sinaloa
- Instituto Tecnológico Superior de El Mante, Tamaulipas
- Instituto Tecnológico Superior de Escárcega, Campeche
- Instituto Tecnológico Superior de Felipe Carrillo Puerto, Quintana Roo
- Instituto Tecnológico Superior de Fresnillo, Zacatecas
- Instituto Tecnológico Superior de Guanajuato, Guanajuato
- Instituto Tecnológico Superior de Guasave, Sinaloa
- Instituto Tecnológico Superior de Hopelchén, Campeche
- Instituto Tecnológico Superior de Huatusco, Veracruz
- Instituto Tecnológico Superior de Huauchinango, Puebla
- Instituto Tecnológico Superior de Huétamo, Michoacán
- Instituto Tecnológico Superior de Huichapan, Hidalgo
- Instituto Tecnológico Superior de Irapuato, Guerrero
- Instituto Tecnológico Superior de Jerez, Zacatecas
- Instituto Tecnológico Superior de Jesús Carranza, Veracruz
- Instituto Tecnológico Superior de Juan Rodríguez Clara, Veracruz
- Instituto Tecnológico Superior de La Costa Chica, Guerrero
- Instituto Tecnológico Superior de La Huerta, Jalisco
- Instituto Tecnológico Superior de La Montaña, Guerrero
- Instituto Tecnológico Superior de La Región de Los Llanos, Durango
- Instituto Tecnológico Superior de La Región Sierra, Tabasco
- Instituto Tecnológico Superior de La Sierra Negra de Ajalpan, Puebla
- Instituto Tecnológico Superior de La Sierra Norte de Puebla, Puebla
- Instituto Tecnológico Superior de Lagos de Moreno, Jalisco
- Instituto Tecnológico Superior de Las Choapas, Veracruz
- Instituto Tecnológico Superior de Lerdo, Durango
- Instituto Tecnológico Superior de Libres, Puebla
- Instituto Tecnológico Superior de Loreto, Baja California Sur
- Instituto Tecnológico Superior de Los Reyes, Michoacán
- Instituto Tecnológico Superior de Los Ríos, Tabasco
- Instituto Tecnológico Superior de Macuspana, Tabasco
- Instituto Tecnológico Superior de Mante, Tamaulipas
- Instituto Tecnológico Superior de Martínez de La Torre, Veracruz
- Instituto Tecnológico Superior de Mascota, Jalisco
- Instituto Tecnológico Superior de Misantla, Veracruz
- Instituto Tecnológico Superior de Monclova, Coahuila
- Instituto Tecnológico Superior de Motul, Yucatán
- Instituto Tecnológico Superior de Mulegé, Baja California Sur
- Instituto Tecnológico Superior de Múzquiz, Coahuila
- Instituto Tecnológico Superior de Naranjos, Veracruz
- Instituto Tecnológico Superior de Nochistlán, Zacatecas
- Instituto Tecnológico Superior de Nuevo Casas Grandes, Chihuahua
- Instituto Tecnológico Superior de Occidente del Estado de Hidalgo, Hidalgo
- Instituto Tecnológico Superior de Oriente del Estado de Hidalgo, Hidalgo
- Instituto Tecnológico Superior de Purépecha, Michoacán
- Instituto Tecnológico Superior de Pánuco, Veracruz
- Instituto Tecnológico Superior de Pátzcuaro, Michoacán
- Instituto Tecnológico Superior de Perote, Veracruz
- Instituto Tecnológico Superior de Poza Rica, Veracruz
- Instituto Tecnológico Superior de Progreso, Yucatán
- Instituto Tecnológico Superior de Puerto Peñasco, Sonora
- Instituto Tecnológico Superior de Puerto Vallarta, Jalisco
- Instituto Tecnológico Superior de Puruándiro, Michoacán
- Instituto Tecnológico Superior de Rioverde, San Luis Potosí
- Instituto Tecnológico Superior de Salvatierra, Guanajuato
- Instituto Tecnológico Superior de San Andrés Tuxtla, Veracruz
- Instituto Tecnológico Superior de San Luis Potosí, Capital, San Luis Potosí
- Instituto Tecnológico Superior de San Martín Texmelucan, Puebla
- Instituto Tecnológico Superior de San Miguel el Grande, Guanajuato
- Instituto Tecnológico Superior de San Pedro de las Colonias, Coahuila
- Instituto Tecnológico Superior de Santa María de El Oro, Nayarit
- Instituto Tecnológico Superior de Santiago Papasquiaro, Durango
- Instituto Tecnológico Superior del Sur de Guanajuato, Guanajuato
- Instituto Tecnológico Superior de Sur del Estado de Yucatán, Yucatán
- Instituto Tecnológico Superior de Tacámbaro, Michoacán
- Instituto Tecnológico Superior de Tala, Jalisco
- Instituto Tecnológico Superior de Tamazula de Gordiano, Jalisco
- Instituto Tecnológico Superior de Tamazunchale, San Luis Potosí
- Instituto Tecnológico Superior de Tantoyuca, Veracruz
- Instituto Tecnológico Superior de Tepeaca, Puebla
- Instituto Tecnológico Superior de Tepexi de Rodríguez, Puebla
- Instituto Tecnológico Superior de Teposcolula, Oaxaca
- Instituto Tecnológico Superior de Tequila, Jalisco
- Instituto Tecnológico Superior de Teziutlán, Puebla
- Instituto Tecnológico Superior de Tierra Blanca, Veracruz
- Instituto Tecnológico Superior de Tlatlauquitepec, Puebla
- Instituto Tecnológico Superior de Tlaxco, Guerrero
- Instituto Tecnológico Superior de Uruapan, Michoacán
- Instituto Tecnológico Superior de Valladolid, Yucatán
- Instituto Tecnológico Superior de Venustiano Carranza, Puebla
- Instituto Tecnológico Superior de Villa La Venta, Tabasco
- Instituto Tecnológico Superior de Xalapa, Veracruz
- Instituto Tecnológico Superior de Zacapoaxtla, Puebla
- Instituto Tecnológico Superior de Zacatecas Norte, Zacatecas
- Instituto Tecnológico Superior de Zacatecas Occidente, Zacatecas
- Instituto Tecnológico Superior de Zacatecas Sur, Zacatecas
- Instituto Tecnológico Superior de Zapopan, Jalisco
- Instituto Tecnológico Superior de Zapotlanejo, Jalisco
- Instituto Tecnológico Superior de Zongolica, Veracruz
- Instituto Tecnológico de Estudios Superiores de Chalco, México
- Instituto Tecnológico de Estudios Superiores de Chicoloapan, México
- Instituto Tecnológico de Estudios Superiores de Chimalhuacán, México
- Instituto Tecnológico de Estudios Superiores de Coacalco, México
- Instituto Tecnológico de Estudios Superiores de Cuautitlán Izcalli, México
- Instituto Tecnológico de Estudios Superiores de Ecatepec, México
- Instituto Tecnológico de Estudios Superiores de Huixquilucan, México
- Instituto Tecnológico de Estudios Superiores de Ixtapaluca, México
- Instituto Tecnológico de Estudios Superiores de Jilotepec, México
- Instituto Tecnológico de Estudios Superiores de Jocotitlán, México
- Instituto Tecnológico de Estudios Superiores de Oriente del Estado de México, México
- Instituto Tecnológico de Estudios Superiores de San Felipe del Progreso, México
- Instituto Tecnológico de Estudios Superiores de Tianguistenco, México
- Instituto Tecnológico de Estudios Superiores de Valle de Bravo, México
- Instituto Tecnológico de Estudios Superiores de Villa Guerrero, Jalisco
- Instituto Tecnológico de Estudios Superiores de Zamora, Michoacán
- Instituto Tecnológico de Estudios Superiores de La Región Carbonífera, Coahuila
- Instituto Tecnológico de Estudios Superiores de Los Cabos, Baja California Sur

### Centros de Investigación
- Centro Nacional de Investigación y Desarrollo Tecnológico
- Centro Interdisciplinario de Investigación y Docencia en Educación Técnica
- Centro Regional de Optimización y Desarrollo de Equipo Celaya
- Centro Regional de Optimización y Desarrollo de Equipo Chihuahua
- Centro Regional de Optimización y Desarrollo de Equipo Mérida
- Centro Regional de Optimización y Desarrollo de Equipo Orizaba